# 島袋龍夫
島袋 龍夫（しまぶくろ たつお、1908年9月19日 - 1975年5月31日）は、沖縄県の空手家。沖縄空手の流派の一つ、一心流を創始した空手の大家の一人である。娘婿に上江洲安儀。

## 経歴

### 生い立ち
島袋龍夫は、1908年（明治41年）に具志川村宇喜屋武（現うるま市喜屋武）士族の長男として生まれた。1907年（明治40年）に旧藩時代に「間切」は現在の行政区「村に改められたので、屋取（やーどぅい）（士族の集落）出身の人々はまだ士族意識を持っており、その出自を誇ったものである。龍夫は兄弟10名の子宝家庭の出身で何かと将来を期待されていた。
末っ子の弟・島袋永三も空手をやり、後世少林流の使い手として世に知られる存在となる。
龍夫は士族集落で幼少期を過ごし、山谷を駆け巡り、農業を生業とする両親を手助けしながら健康に育った。彼の生家は過不足ない中流家庭であった。
龍夫は生来身長が低く（157cm）痩せていたので、いつも大男の次男（180cm）に小馬鹿にされ、日々憤懣やる方ない表情をしていたという。いわゆる身体的劣等感の虜になっていたのである。彼はそういう状況を打破すべく一念発起して強者になる決意をした。それが後に那覇市立商業学校で宮城長順に師事した最大の理由だった。それに加えて、集落の環境が彼の心を動かした。
当時の喜屋武屋取は北谷村の上勢頭（屋取）と似て武事に関心の高い所で、青少年が武術を身に修める事を奨励する集落環境があった。

### 武歴・経歴
島袋は那覇市立商業学校に入学。そこで1927年（昭和2年）、19歳の時より那覇手の宮城長順に師事している。宮城は自派を1930年（昭5年）に「剛柔流」と命名した。日本最初の空手の流派名である。この流派が誕生する3年前に入門したことになる。
那覇商では後世の空手の大家　長嶺将真と同期で、2人は宮城の謦咳に接しながら文武両道を目指して青春を謳歌している。
島袋は具志川から那覇まで遠距離を厭う事なく2時間余かけて通学した。これは彼にとって厳しい通い稽古を意味するものであった。強力な意志と強靭な体力、相応のお金がなければ到底長続きのしない難行であった。そういう遠距離通い稽古こそ島袋にとって生涯空手の最初のハードルになるものであった。だが島袋は遠距離通い稽古という不便を少しも気にする事なく、それに耐え続けるのも修行の一つだと考え、平然としていた。そういう志を持った島袋を宮城は高く評価し、熱心に指導したが、数年後首里手の大家、喜屋武朝徳に紹介した。
その頃、喜屋武は北谷村嘉手納の比謝川河畔に居を構え、沖縄県立農林学校の生徒、嘉手納署員、中部界隈の青少年に空手を指導していた。
前後の程は不確かだが、喜屋武門下には長嶺将真（松林流開祖）、仲里常延（少林寺流開祖）、島袋善良（国際沖縄少林流聖武館）等が熱心に稽古に励んでいた。彼らは相互に切磋琢磨しあい、喜屋武の教えを後世に伝えた武人達である。島袋は本部朝基の教えも受けたというが、その事については明らかになっていない。また1959年頃より、琉球古武術の大家　平信賢より、棒や釵などの古武術の教えも受けている。
数年間宮城に指示した島袋は商業学校を卒業すると社会的に期待される教師になることはせず、意外な事に運送業（荷馬車業）を始めた。喜屋武も荷馬車業であった為、心情的直通するものがあり、職業という名の境遇を分かち合う為の心理的同一世を無意識に求めた可能性があった。
島袋はスポーツ空手の先駆者でもあり、当時はまだ組手が異端視される時代である中で、防具付き空手用の防具を開発、着用し組手の研究を行った。島袋は若い頃から「力抜山気蓋世（力は山を抜き、気は世を蓋う）の鋭い気魄の持ち主であった。そういう精神が彼の開発した防具付組手の背景思想をなすものであったといえよう。この防具付組手をもって島袋は世に冠絶する存在になり、世界諸国へ一心流空手を普及させる源になるものであった。島袋は器械体操（鉄棒・あん馬・平均台・跳び箱）の名手でもあり、特に鉄棒は他の追随を許さぬ程の腕前で、沖縄県陸上競技大会では中頭郡代表として出場し、那覇代表の仲井眞元櫂（仲井眞弘多元県知事の父）と再三に渡って沖縄一を競い合った。実力はお互いに紙一重の差で、勝敗はいつも時の運次第であった。彼らは勝敗を分かち合ったが、いつも島袋が勝つか仲井眞が勝つかで前評判であった。2人はお互いの実力を認め合っていたが一歩も譲らぬ好敵手同士であった。
島袋のこの足腰の弾力性や体全体の俊敏な動きは器械体操で培ったものであり、それが大いに空手に生かされた。
島袋が具志川村喜屋武に道場を開設したのは1945年（昭和20年）の暮れで、太平洋戦争で惨敗した日本人が価値観の転換を迫られ、世の生末が全くわからない時であり、人心が落ち着かない時であった。彼は混沌を極める敢然と戦う為には武の心が一番良いと、人々を積極的に啓蒙した。その為に沖縄県立中部農林高校に隣接する所で道場を開いたのであった。、高校生や米国軍人が次々に入門し、道場は盛況を極めた。
島袋は1956年（昭和31年）に一心流を興し、「一心流空手道協会」とした。

### 流派の特徴
島袋は1956年（昭和31年）に「一心流」を興し、その組織を「一心流空手道協会」とした。一心流は宮城・喜屋武の技法を折衷したもので、現在の剛柔流と少林流の技法原理を巧みに活用している流派である。さらにそこに流祖の独自の武眼で編み出した諸技法を加えている。一心流には独自の技法があり、正拳の側腹に構えた握拳は普通上に向けられているが、一心流では握拳を側腹に向ける。拳のひねりを緩め、上腕の緊張を少なくし、自然に正拳が真っすぐ出るようになっている。柔道の嘉納治五郎の説く「精力善用」の物理を実用化したようなものである。また一心流には剛柔流や少林流には見られない独自の型が存在する。それはスンスー」と呼ばれるもので、スンススーという屋号にちなんで名付けられた型であり、一心流では高度の型である。編集者は島袋である。一心流の体系は主としてセイサン・セイユンチン・ナイハンチ・ワンスー・サンチン・チントー・クーサンクー・スンスーから成り立ち、それに組手と古武道が加わって技法の全体像となる。
1956年に設立された「一心流空手道協会」は流派が国際的に普及発展した状況に適合するように「一心流国際空手道連盟」に改められた。
流祖の衣鉢を継ぐのは長子 島袋吉郎（範士十段）である。大学出の知性派としで「君子の武道」を地で行き、宗家2世として世界諸国を飛び回って700余の支部道場の統括指導に忙殺される身である。
島袋龍夫は沖縄の米国陸海空軍と「空手指導契約」を結び、将兵達を指導することになった。1950年代後半からである。嘉手納・金武・辺野古・瑞慶寛・普天間・牧港等の基地内道場や自分の道場で教えた。将兵の指導料は無料で、それぞれの部隊の司令部が支払った。この制度が多くの将兵を指導者に仕立てた。この契約事務を推進したのは仲村清（総合結婚式場・レストラン「キャッスルハイランダー」（代表取締役社長）である。沖縄の空手の国際間化の一端を担った功労者である。かくして、沖縄空手の国際化の本格的な推進役となったのが、こういう米国軍人達であった。このことに1960年前後、上地流も参画した。
島袋龍夫は寡黙に徹し、言葉数の少ない武人であった。温厚篤実な人で、「来る人を拒まず、去る者追わず、その背中に幸せを祈って手を合わせる」という仁義の人であった。戦前戦後、心技一体の境地を求め続けた拳聖 島袋龍夫は1975年（昭和50年）5月31日に、後事の全てを長子 島袋吉郎に託し、生涯の幕を閉じた。行年67歳。

## エピソード
沖縄駐留米軍海兵隊を指導していたある日、腕自慢の巨漢下士官に力試しを迫られた。教えている以上、空手は戦いの手段ではないと口実を作って退くわけにはいかなかった。多くの将兵が見守る中、2人は対峙し、下士官が繰り出したボクシング式の突き技を2、3発外しその瞬間に身を沈めて相手の懐に飛び込みざま振り肘で肋間を砕き、下士官は地べたで悶絶してしまった。この飛鳥の如き電光石火の素早さは、器械体操等で鍛えられたバネと俊敏さの賜物といえよう。
海兵隊マーシャルアーツプログラムには一心流の技術が取り込まれている。

## 参考リンク
- 師の教え、心技継承に強い使命感　米国「女神ガーデン道場」【ミゲールの世界の沖縄空手事情】 - 沖縄タイムス（2017年9月25日）